# Noël Charles Antoine Gouye de Longuemare
Noël Charles Antoine Gouye de Longuemare est un historien français né à Dieppe en 1715 et mort à Versailles en 1763. 
Il se fit recevoir avocat, puis devint greffier du bailliage de Versailles. Pendant ses loisirs, Gouye composa un certain nombre d’écrits historiques. 

## Œuvres
(sélection) 
- Dissertation pour servir à l’histoire des enfants de Clovis, 1744.
- Dissertation historique sur l’état du Soissonnais sous les enfants de Clotaire Ier, 1745.
- Dissertation sur la chronologie des rois mérovingiens depuis la mort de Dagobert Ier, 1745.
- Lettre importante sur une histoire de France de la première race, 1755.